# قتل أماندا ميلان
وقعت جريمة قتل أماندا ميلان في 20 يونيو 2000 عندما قتل رجلان من ميلان، امرأة تبلغ من العمر 25 عاما في الشارع بالقرب من محطة حافلات مدينة نيويورك. تسببت القضية في تمرد صريح على مجتمع المتحولين جنسيا، وتذكر في العديد من المظاهرات العامة .

## جريمة قتل
في الساعة الرابعة من صباح يوم 20 يونيو، كان ميلان يسير للقبض على سيارة أجرة بعد أن ترك مجموعة من الأصدقاء في محطة الحافلات عندما، وفقا لشهود عيان، رجل، عرف في وقت لاحق باسم دواين ماكولر، سار لها وبدأت في مضايقة وتهديدها. وقف ميلانو معه وسأله إن كان يريد القتال. وفقا لتقارير الشرطة، هدد بإطلاق النار عليها ولكمها. قال شهود إنه رفض. وبينما كان يمشي بعيداً، قال شاب آخر، يوجين سيلستين، لـ McCuller إنه كان لديه سكين. أمسكها ماكولير، وطعنها في العنق. ويدعى أن رجلاً يدعى ديفيد أندرسون ساعد ماكولر في الهروب من المشهد.
وحاول أحد المارة وقف النزيف، ووصلت سيارة إسعاف لنقل ميلان إلى المستشفى. ومع ذلك، على الرغم من محاولاتها، ماتت في أقل من ساعة في مستشفى سانت فنسنت.

## رد الفعل
وقعت الجريمة قبل أيام من موكب فخر المثليين السنوي. عملت الناشطة المتحولة من الجنس الآخر سيلفيا ريفيرا على رؤية التحقيق في وفاة ميلان وتنظيم جنازة ميلان السياسية جنبا إلى جنب مع مظاهرات أخرى تدعي الانفصال عن حقوق المتحولين جنسيا من المجتمعات LGBT أكبر. وفقا للناشط الكوميدي والمؤلف ماتيلدا بيرنشتاين سيكامور "ميلان جاء لترمز إلى العمل غير المكتمل لحركة LGBT التي كانت في كثير من الأحيان،" ترك المتحولون جنسياً في الجزء الخلفي من الحافلة ". بسبب مقتل ميلانو إصلاح ريفيرا مجموعة الناشطين المتحولين جنسيا، الشارع الثوري الناشط الثوريين (ستار). واستشهد ريفيرا بالجريمة من بين الأسباب التي أدت إلى إضافة تعريف واسع لنوع الجنس إلى قانون حقوق الإنسان في مدينة نيويورك.
أوضحت ميليسا شيلرز، الناشطة في مجال النقل عبر الزمن، أنه منذ منتصف السبعينيات، قرأت عن المرأة العابرة التي تقتل في ميدان التايمز - «ما يجعل قضية ميلان مهمة حتى أن أماندا ميلان لم يستجب لأحد». قال شيلرز: كانت الصحف «اسقاط تلميحات من transpanic» غامضة. وخلص شيلرز إلى أن «ميلانو لم يصبح شهيدا، بل صرخة حاشدة. لقد أظهر النشاط حول وفاتها أن المتحوّلين جنسياً في العالم ينتمون إلى المجتمع الغادر - الرسالة من الناشطين هي أنه لا يوجد فرق بين ماثيو شيبارد وأماندا ميلان. ردا على وفاتها يخبر المجتمع غير القير: ما يكفي، اليوم يتوقف العنف».
وفقا لبنيامين هايم شيبرد في أماندا ميلان وإعادة إرساء الثوار الناشطين في شارع ترانس، فإن القضية والاهتمام الإعلامي الناتج عن ذلك ساعد على «تحفيز مجتمع المتحولين جنسيا وحثهم على التغيير».
عرفت الشاعرة والفنانة كريستيان أورتيغا أماندا ميلان جيداً ودمرت بسبب خسارتها. قال كريستيان «حياتنا تسير في الاتجاه نفسه منذ فترة طويلة، لكننا في النهاية نزلنا على طرق مختلفة». كرس كتابه الثاني الذي أعرف ما فعلته في الثمانينيات إلى ذاكرتها.

## ما بعدالحادثة
تم توجيه الاتهام إلى McCuller في جريمة القتل في الدرجة الثانية وتمت إدانة أندرسون لإعاقة المقاضاة في الدرجة الأولى. بعد ذلك، أقر بأنه مذنب وحُكم عليه بالسجن لمدة 17 عامًا ونصف.
وقد اتهم Celestine لعد واحد من كل جريمة قتل إهمال جنائي، وتسهيل الجنائية في الدرجة الرابعة وحيازة إجرامية لسلاح في الدرجة الرابعة.